# WTA-toernooi van Melbourne
Het WTA-toernooi van Melbourne is een tennistoernooi voor vrouwen dat tussen 1952 en 1993 onregelmatig plaatsvond in de Australische hoofdstad Melbourne. De meest gebruikte toernooinaam was Victorian Championships – de laatste editie van dat tijdperk, in 1993, droeg officieel de naam Sunsmart Victorian Open.
De WTA organiseerde het toernooi, dat in 1993 in de categorie "Tier IV" viel en werd gespeeld op hardcourt.
Er werd door 32 deelneemsters per jaar gestreden om de titel in het enkelspel, en door 16 paren om de dubbelspeltitel. Aan het kwalificatietoernooi voor het enkelspel namen 32 speelsters deel, met vier plaatsen in het hoofdtoernooi te vergeven.
De Australische Margaret Smith (later Court) won het toernooi het vaakst: negen keer.
In 2021 vonden in Melbourne drie toernooien tegelijk plaats, als aanloop naar het Australian Open: Gippsland Trophy, Yarra Valley Classic en Grampians Trophy – alle drie vielen in de categorie WTA 500. Deze toernooien kwamen in de plaats van het gebruikelijke Australische circuit, dat als gevolg van de coronapandemie niet kon worden georganiseerd. Tijdens de tweede week van het Australian Open kwam daar nog een vierde toernooi bij: Phillip Island Trophy, in de categorie WTA 250 – dit kwam in de plaats van het vervallen juniorentoernooi.
In 2022 waren er in Melbourne twee toernooien tegelijk, als aanloop naar het Australian Open: de Melbourne Summer Set 1 en 2.

## Meervoudig winnaressen enkelspel
| speelster                 | aantal titels | in de jaren                 |
| ------------------------- | ------------- | --------------------------- |
| Margaret Smith c.q. Court | 9             | 1961–1965, 1969, 1970, 1976 |
| Evonne Goolagong          | 3             | 1971, 1972, 1977            |

## Enkel- en dubbelspeltitel in één jaar
| speelster                 | in het jaar                 |
| ------------------------- | --------------------------- |
| Maria Bueno               | 1959                        |
| Margaret Smith c.q. Court | 1961–1963, 1969, 1970, 1976 |
| Evonne Goolagong          | 1972, 1977                  |
| Pam Shriver               | 1985                        |

## Finales

### Enkelspel
| Datum      | Naam                         | Cat.          | ($)           | Ondergrond        | Winnares                 | Verliezend finaliste     | Uitslag       |               |
| ---------- | ---------------------------- | ------------- | ------------- | ----------------- | ------------------------ | ------------------------ | ------------- | ------------- |
| 1952-11-27 | Victorian Championships      |               |               | gras, buiten      | Maureen Connolly         | Julia Sampson            | 6-2, 6-2      | [ 2 ]         |
| 1959-11-30 | Victorian Championships      |               |               | gras, buiten      | Maria Bueno              | Christine Truman         | 6-0, 5-7, 6-4 | [ 3 ]         |
| 1960-11-28 | Victorian Championships      |               |               | gras, buiten      | Lesley Turner            | Mary Carter-Reitano      | 4-6, 9-7, 6-3 | [ 4 ]         |
| 1961-12-04 | Victorian Championships      |               |               | gras, buiten      | Margaret Smith           | Darlene Hard             | 6-3, 6-2      | [ 5 ]         |
| 1962-12-06 | Victorian Championships      |               |               | gras, buiten      | Margaret Smith           | Lesley Turner            | 6-4, 8-6      | [ 6 ]         |
| 1963-11-28 | Victorian Championships      |               |               | gras, buiten      | Margaret Smith           | Lesley Turner            | 6-4, 6-4      | [ 7 ]         |
| 1963-12-26 | Royal South Yarra Champ's    |               |               | gras, buiten      | Margaret Smith           | Judy Tegart              | 6-1, 6-0      | [ 8 ]         |
| 1964-12-03 | Victorian Championships      |               |               | gras, buiten      | Margaret Smith           | Jill Blackman            | 6-1, 6-3      | [ 9 ]         |
| 1965-11-26 | Victorian Championships      |               |               | gras, buiten      | Margaret Smith           | Nancy Richey             | 5-7, 6-3, 6-2 | [ 10 ]        |
| 1967-11-27 | Victorian Championships      |               |               | gras, buiten      | Billie Jean King         | Lesley Turner            | 6-3, 3-6, 7-5 | [ 11 ]        |
| 1969-01-06 | Victorian Open               |               | 12.120        | gras, buiten      | Margaret Court           | Kerry Harris             | 6-1, 6-4      | [ 12 ]        |
| 1970-01-10 | Victorian Championships      |               | 15.000        | gras, buiten      | Margaret Court           | Kerry Melville           | 6-1, 6-1      | [ 13 ]        |
| 1971-01-25 | Victorian Championships      |               | 10.000        | gras, buiten      | Evonne Goolagong         | Margaret Court           | 7-6, 7-6      | [ 14 ]        |
| 1972-11-21 | Australian Hardcourt Champ's |               |               | gravel, buiten    | Evonne Goolagong         | Patricia Coleman         | 6-7, 6-2, 6-2 | [ 15 ]        |
| 1976-12-06 | Toyota Colgate Champ's       |               | 50.000        | gras, buiten      | Margaret Court           | Sue Barker               | 6-2, 6-2      | [ 16 ]        |
| 1977-12-06 | Toyota Classic               |               | 75.000        | gras, buiten      | Evonne Goolagong         | Wendy Turnbull           | 6-4, 6-1      | [ 17 ]        |
| 1979-11-26 | Toyota Classic               |               | 100.000       | gras, buiten      | Hana Mandlíková          | Wendy Turnbull           | 6-3, 6-2      | [ 18 ]        |
| 1985-05-13 | Melbourne Indoors            |               | 75.000        | tapijt, binnen    | Pam Shriver              | Kathy Jordan             | 6-4, 6-4      | [ 19 ]        |
| 1993-01-11 | Sunsmart Victorian Open      | Tier IV       | 100.000       | hardcourt, buiten | Amanda Coetzer           | Naoko Sawamatsu          | 6-2, 6-3      | [ 20 ]        |
| 1994–2020  | geen toernooi                | geen toernooi | geen toernooi | geen toernooi     | geen toernooi            | geen toernooi            | geen toernooi | geen toernooi |
| 2021-01-30 | Gippsland Trophy             | WTA 500       | 447.620       | hardcourt, buiten | Elise Mertens            | Kaia Kanepi              | 6-4, 6-1      | details       |
| 2021-01-30 | Yarra Valley Classic         | WTA 500       | 447.620       | hardcourt, buiten | Ashleigh Barty           | Garbiñe Muguruza         | 7-6, 6-4      | details       |
| 2021-02-02 | Grampians Trophy             | WTA 500       | 235.820       | hardcourt, buiten | Anett Kontaveit & Ann Li | Anett Kontaveit & Ann Li | geen finale   | details       |
| 2021-02-13 | Phillip Island Trophy        | WTA 250       | 235.820       | hardcourt, buiten | Darja Kasatkina          | Marie Bouzková           | 4-6, 6-2, 6-2 | details       |
| 2022-01-04 | Melbourne Summer Set         | WTA 250       | 239.477       | hardcourt, buiten | Simona Halep             | Veronika Koedermetova    | 6-2, 6-3      | details       |
| 2022-01-04 | Melbourne Summer Set         | WTA 250       | 239.477       | hardcourt, buiten | Amanda Anisimova         | Aljaksandra Sasnovitsj   | 7-5, 1-6, 6-4 | details       |

### Dubbelspel
| Datum      | Naam                         | Cat.          | ($)           | Ondergrond        | Winnaressen                           | Verliezend finalistes             | Uitslag          |               |
| ---------- | ---------------------------- | ------------- | ------------- | ----------------- | ------------------------------------- | --------------------------------- | ---------------- | ------------- |
| 1952-11-27 | Victorian Championships      |               |               | gras, buiten      | Maureen Connolly Julia Sampson        | Mary Hawton Beryl Penrose         | 6-2, 6-4         | [ 2 ]         |
| 1959-11-30 | Victorian Championships      |               |               | gras, buiten      | Maria Bueno Christine Truman          | Lorraine Coghlan Margaret Smith   | 6-1, 6-1         | [ 3 ]         |
| 1960-11-28 | Victorian Championships      |               |               | gras, buiten      | Mary Carter-Reitano Margaret Smith    | Mary Bevis-Hawton Jan Lehane      | 3-6, 6-0, 6-4    | [ 4 ]         |
| 1961-12-04 | Victorian Championships      |               |               | gras, buiten      | Robyn Ebbern Margaret Smith           | Darlene Hard Yola Ramírez         | 6-3, 7-5         | [ 5 ]         |
| 1962-12-06 | Victorian Championships      |               |               | gras, buiten      | Robyn Ebbern Margaret Smith           | Jan Lehane Lesley Turner          | 6-4, 6-0         | [ 6 ]         |
| 1963-11-28 | Victorian Championships      |               |               | gras, buiten      | Robyn Ebbern Margaret Smith           | Jan Lehane Lesley Turner          | 6-4, 6-1         | [ 7 ]         |
| 1963-12-26 | Royal South Yarra Champ's    |               |               | gras, buiten      | Margaret Smith Judy Tegart            | Cheryl Begbie Judith Robinson     | 6-0, 6-0         | [ 8 ]         |
| 1964-12-03 | Victorian Championships      |               |               | gras, buiten      | Robyn Ebbern Billie Jean Moffitt      | Margaret Smith Judy Tegart        | 9-7, 1-6, 6-4    | [ 9 ]         |
| 1965-11-26 | Victorian Championships      |               |               | gras, buiten      | Carole Caldwell Nancy Richey          | Margaret Smith Lesley Turner      | 3-6, 6-4, 6-3    | [ 10 ]        |
| 1967-11-27 | Victorian Championships      |               |               | gras, buiten      | Rosie Casals Billie Jean King         | Mary-Ann Eisel Kathleen Harter    | 6-1, 7-5         | [ 11 ]        |
| 1969-01-06 | Victorian Open               |               | 12.120        | gras, buiten      | Margaret Court Judy Tegart            | Karen Krantzcke Kerry Melville    | 3-6, 6-3, 6-2    | [ 12 ]        |
| 1970-01-10 | Victorian Championships      |               | 15.000        | gras, buiten      | Margaret Court Judy Dalton            | Karen Krantzcke Kerry Melville    | 6-3, 6-4         | [ 13 ]        |
| 1971-01-25 | Victorian Championships      |               | 10.000        | gras, buiten      | Margaret Court Olga Morozova          | Helen Gourlay Kerry Harris        | gedeeld          | [ 14 ]        |
| 1972-11-21 | Australian Hardcourt Champ's |               |               | gravel, buiten    | Evonne Goolagong Janet Young          | Patricia Coleman Sally Irvine     | 2-6, 6-4, 6-3    | [ 15 ]        |
| 1976-12-06 | Toyota Colgate Champ's       |               | 50.000        | gras, buiten      | Margaret Court Betty Stöve            | Delina Boshoff Ilana Kloss        | 6-2, 6-4         | [ 16 ]        |
| 1977-12-06 | Toyota Classic               |               | 75.000        | gras, buiten      | Evonne Goolagong Betty Stöve          | Patricia Bostrom Kym Ruddell      | 6-3, 6-0         | [ 17 ]        |
| 1979-11-26 | Toyota Classic               |               | 100.000       | gras, buiten      | Wendy Turnbull Billie Jean King       | Anne Smith Dianne Fromholtz       | 6-3, 6-3         | [ 18 ]        |
| 1985-05-13 | Melbourne Indoors            |               | 75.000        | tapijt, binnen    | Pam Shriver Elizabeth Smylie          | Anne Hobbs Kathy Jordan           | 6-2, 5-7, 6-1    | [ 19 ]        |
| 1993-01-11 | Sunsmart Victorian Open      | Tier IV       | 100.000       | hardcourt, buiten | Nicole Provis Nathalie Tauziat        | Cammy MacGregor Shaun Stafford    | 1-6, 6-3, 6-3    | [ 20 ]        |
| 1994–2020  | geen toernooi                | geen toernooi | geen toernooi | geen toernooi     | geen toernooi                         | geen toernooi                     | geen toernooi    | geen toernooi |
| 2021-01-30 | Gippsland Trophy             | WTA 500       | 447.620       | hardcourt, buiten | Barbora Krejčíková Kateřina Siniaková | Chan Hao-ching Latisha Chan       | 6-3, 7-6         | details       |
| 2021-01-30 | Yarra Valley Classic         | WTA 500       | 447.620       | hardcourt, buiten | Shuko Aoyama Ena Shibahara            | Anna Kalinskaja Viktória Kužmová  | 6-3, 6-4         | details       |
| 2021-02-13 | Phillip Island Trophy        | WTA 250       | 235.820       | hardcourt, buiten | Ankita Raina Kamilla Rachimova        | Anna Blinkova Anastasija Potapova | 2-6, 6-4, [10-7] | details       |
| 2022-01-04 | Melbourne Summer Set         | WTA 250       | 239.477       | hardcourt, buiten | Asia Muhammad Jessica Pegula          | Sara Errani Jasmine Paolini       | 6-3, 6-1         | details       |
| 2022-01-04 | Melbourne Summer Set         | WTA 250       | 239.477       | hardcourt, buiten | Bernarda Pera Kateřina Siniaková      | Mayar Sherif Tereza Martincová    | 6-2, 6-7, [10-5] | details       |

ITF-toernooien (mannen en vrouwen)

ATP-toernooien (mannen) – ATP-seizoen 2025

WTA-toernooien (vrouwen) – WTA-seizoen 2025

Voormalige toernooien mannen
Voormalige toernooien vrouwen
Voormalige amateurtoernooien